# Paula D'Hondt
Paula Rosa D'Hondt-Van Opdenbosch (Kerksken, 27 augustus 1926 – Haaltert, 23 november 2022) was een Belgisch politica. Ze was senator en minister voor de CVP en Koninklijk Commissaris voor het Migrantenbeleid.

## Biografie
Van 1948 tot 1974 werkte Paula D'Hondt als maatschappelijk assistent bij de NMBS.
Ze werd politiek actief voor de CVP en behoorde er tot de ACW-strekking. Van 1974 tot 1980 zetelde ze in de Senaat als provinciaal senator voor Oost-Vlaanderen. Na het ontslag van Wim Verleysen als rechtstreeks verkozen senator voor het arrondissement Aalst-Oudenaarde, nam ze zijn plaats in. Ze bleef vervolgens rechtstreeks verkozen senator tot de verkiezingen van 1991.
In de periode april 1974-oktober 1980 zetelde D'Hondt als gevolg van het toen bestaande dubbelmandaat ook in de Cultuurraad voor de Nederlandse Cultuurgemeenschap, die op 7 december 1971 werd geïnstalleerd. Vanaf 21 oktober 1980 tot november 1991 was ze lid van de Vlaamse Raad, de opvolger van de Cultuurraad en de voorloper van het huidige Vlaams Parlement.
Ze was van 1981 tot 1988 staatssecretaris voor PTT in de regeringen-Martens V, -Martens VI en -Martens VII. Van 1988 tot 1989 was ze de laatste nationale minister van Openbare Werken, een bevoegdheid die na de derde staatshervorming werd overgeheveld naar de gewesten.
Koning Boudewijn benoemde D'Hondt vervolgens tot Koninklijk Commissaris voor het Migrantenbeleid, een functie die ze uitoefende tussen 1989 en 1993. Dit koninklijk commissariaat was de oorsprong van het Centrum voor gelijkheid van kansen en racismebestrijding, opgericht in februari 1993. Hiervoor kreeg ze in 1993 de Prijs voor de Democratie.
In 1992 werd ze benoemd tot minister van Staat. Ze ontving in 1993 de Arkprijs van het Vrije Woord. In 1996 verleende de Open Universiteit haar een eredoctoraat.

## Privéleven en overlijden
D'Hondt was gehuwd met Paul D'Hondt (overleden in 2007) en was moeder van vijf kinderen, waaronder politierechter Peter D'Hondt. Op 22 februari 2021 werd ze op 94-jarige leeftijd de eerste ereburger van Haaltert.
D'Hondt overleed op 96-jarige leeftijd.